# Saint-Sauveur (Haute-Saône)
Saint-Sauveur település Franciaországban, Haute-Saône megyében. Lakosainak száma 1929 fő (2022. január 1.). Saint-Sauveur Froideconche, Baudoncourt, Breuches, La Chapelle-lès-Luxeuil, Esboz-Brest és Luxeuil-les-Bains községekkel határos.

## Népesség
A település népessége az elmúlt években az alábbi módon változott:
| Lakosok száma | 2024 | 1917 | 1968 | 1920 | 1922 | 1929 | 1936 | 1938 | 1929 |
|               | 2013 | 2015 | 2016 | 2017 | 2018 | 2019 | 2020 | 2021 | 2022 |